# Douglas Costa de Souza
Douglas Costa de Souza (Sapucaia do Sul, 14 de setembre de 1990) és un futbolista professional brasiler amb ascendència portuguesa. Juga com a migcampista i davanter al Sydney Football Club. És un especialista en els llançaments de falta.

## Trajectòria
Format a les categories inferiors del Grêmio de Porto Alegre, va marcar al seu debut amb el primer equip, aconseguint la victòria per 2-1 davant el Botafogo.
El 10 de gener de 2010, Costa va signar un contracte de cinc anys amb el Shakhtar Donetsk en un acord valorat en 6 milions d'euros.
L'1 de juliol de 2015, el Bayern de Munic va anunciar que havia fitxat Costa per una quota de transferència de 30 milions d'euros. Costa va signar un contracte de cinc anys. La quota de transferència de 30 milions d'euros va ser la quarta més alta de la història del Bayern.
El 12 de juliol de 2017, Costa es va unir a la Juventus en qualitat de cessió fins al final de la temporada 2017-18, per 6 milions d'euros. El 7 de juny de 2018, la Juventus va fer permanent la cessió de Costa, signant-lo amb un contracte de quatre anys per una quota de 40 milions d'euros més bonificacions.
El 5 d'octubre de 2020, en l'últim dia de mercat, el Bayern de Munic va anunciar el retorn de Costa amb un contracte de cessió per a la temporada. El 28 de novembre, va marcar el seu primer gol de la temporada en una victòria a domicili per 3-1 contra el Stuttgart. Després de guanyar el seu tercer títol de Bundesliga amb el club, la seva cessió va finalitzar el 21 de maig de 2021.
El 21 de maig de 2021, la Juventus va confirmar la cessió de Costa al Grêmio de manera gratuïta fins al 30 de juny de 2022.
El 10 de febrer de 2022, Costa es va unir al club de la Major League Soccer, LA Galaxy, en una cessió de sis mesos des del Grêmio com a Designated Player. Un cop finalitzada la cessió, va signar un contracte permanent d'un any i mig.
El 28 de gener de 2024, Costa va tornar al Brasil, fitxant pel club de la Série A Fluminense amb un contracte fins al juliol de 2025. El 26 d'agost de 2024, es va anunciar que Costa havia signat un contracte de 2 anys amb el club de la A-League Sydney FC de cara a la seva temporada 2024–25.

### Estadístiques
Actualitzades a 7 de gener de 2009
| Equip  | Temporada | Lliga   | Lliga | Libertadores | Libertadores | Copa    | Copa | Total   | Total |
| Equip  | Temporada | Partits | Gols  | Partits      | Gols         | Partits | Gols | Partits | Gols  |
| ------ | --------- | ------- | ----- | ------------ | ------------ | ------- | ---- | ------- | ----- |
| Grêmio | 2008      | 6       | 1     | 0            | 0            | 0       | 0    | 6       | 1     |
| Grêmio | 2009      | 22      | 1     | 2            | 0            | 5       | 0    | 27      | 1     |
| Total  | Total     | 28      | 2     | 2            | 0            | 5       | 0    | 33      | 2     |

## Palmarès
Grêmio
- 1 Subcampionat del Campeonato Brasileiro Série A: 2008.
- 1 Campeonato Brasileiro Sub-20: 2008.
- 1 Copa Santiago de Futebol Juvenil: 2008.
- 1 Taça Belo Horizonte de Juniores: 2008.

Xakhtar Donetsk
- 5 Lligues ucraïneses: 2009-10, 2010-11, 2011-12, 2012-13, 2013-14.
- 3 Copes ucraïneses: 2010-11, 2011-12, 2012-13.
- 3 Supercopes ucraïneses: 2010, 2012, 2013.

Bayern de Múnic
- 1 Campionat del Món: 2020.
- 3 Bundesliga: 2015-16, 2016-17, 2020-21.
- 1 Copa alemanya: 2015-16.

Juventus FC
- 3 Serie A: 2017-18, 2018-19, 2019-20.
- 1 Copa italiana: 2017-18.
- 1 Supercopa italiana: 2018.

Selecció del Brasil
- 1 Campionat sud-americà sub-20: 2009.